# فارنفيل (كارولاينا الجنوبية)
فارنفيل (بالإنجليزية: Varnville town, South Carolina)‏ هي بلدة تقع بولاية كارولاينا الجنوبية في الولايات المتحدة. تبلغ مساحتها 9.93 كم2، وترتفع عن سطح البحر 33 م، بلغ عدد سكانها 2,162 نسمة في عام 2010 حسب إحصاء مكتب تعداد الولايات المتحدة وتصل الكثافة السكانية فيها 217.7 نسمة لكل كيلومتر مربع (563.8/ميل2).

## التركيبة السكانية
حدّد مكتب تعداد الولايات المتحدة بيانات التركيبة السكانية لفارنفيل في تعداد الولايات المتحدة. في ما يلي، التركيبة السكانية حسب تعدادي 2000 و2010.

### تعداد عام 2000
بلغ عدد سكان فارنفيل 2,074 نسمة بحسب تعداد عام 2000، وبلغ عدد الأسر 795 أسرة وعدد العائلات 540 عائلة مقيمة في البلدة. في حين سجلت الكثافة السكانية 208.9 نسمة لكل كيلومتر مربع (541.0/ميل2). وبلغ عدد الوحدات السكنية 878 وحدة بمتوسط كثافة قدره 88.4 لكل كيلومتر مربع (229.0/ميل2).
وتوزع التركيب العرقي للبلدة بنسبة 38.72% من البيض و60.32% من الأمريكيين الأفارقة و0.24% من الأمريكيين الأصليين و0.05% من الأمريكيين ذوي الأصول الآسيوية و0.10% من الأعراق الأخرى و0.58% من عرقين مختلطين أو أكثر و0.72% من الهسبانيون أو اللاتينيون من أي عرق.
بلغ عدد الأسر 795 أسرة كانت نسبة 39.9% منها لديها أطفال تحت سن الثامنة عشر تعيش معهم، وبلغت نسبة الأزواج القاطنين مع بعضهم البعض 43.5% من أصل المجموع الكلي للأسر، ونسبة 21.5% من الأسر كان لديها معيلات من الإناث دون وجود شريك،  بينما كانت نسبة 2.9% من الأسر لديها معيلون من الذكور دون وجود شريكة وكانت نسبة 32.1% من غير العائلات. تألفت نسبة 29.7% من أصل جميع الأسر من عدة أفراد يعيشون في نفس المنزل ونسبة 11.6% كانت تتألف من شخص يعيش بمفرده يبلغ من العمر 65 عاماً أو أكثر. وبلغ متوسط حجم الأسرة المعيشية 2.56، أما متوسط حجم العائلات فبلغ 3.20.
بلغ العمر الوسطي للسكان 34.4 عاماً. وكانت نسبة 29.7% من القاطنين تحت سن الثامنة عشر، وكانت نسبة 8.2% بين الثامنة عشر والرابعة والعشرين عاماً، ونسبة 26.1% كانت واقعةً في الفئة العمرية ما بين الخامسة والعشرين والرابعة والأربعين عاماً، ونسبة 22.6% كانت ما بين الخامسة والأربعين والرابعة والستين، ونسبة 11.6% كانت ضمن فئة الخامسة والستين عاماً فما فوق. يوجد لكل 100 أنثى 81.0 ذكر، ويوجد لكل 100 أنثى في الثامنة عشر من عمرها فما فوق 76.0 ذكر.
بلغ متوسط دخل الأسرة في البلدة 33,357 دولارًا، أما متوسط دخل العائلة فبلغ 38,750 دولارًا. وكان متوسط دخل الذكور 33,750 دولارًا مقابل 23,920 دولارًا للإناث. وسجل دخل الفرد الخاص بالبلدة 15,706 دولارًا. وكانت نسبة 17.9% من العائلات ونسبة 20.9% من السكان تحت خط الفقر، وكان من هؤلاء نسبة 31.6% تحت سن الثامنة عشر ونسبة 16.1% في الخامسة والستين من العمر وما فوق.

### تعداد عام 2010
بلغ عدد سكان فارنفيل 2,162 نسمة بحسب تعداد عام 2010، وبلغ عدد الأسر 800 أسرة وعدد العائلات 548 عائلة مقيمة في البلدة. في حين سجلت الكثافة السكانية 217.7 نسمة لكل كيلومتر مربع (563.8/ميل2). وبلغ عدد الوحدات السكنية 939 وحدة بمتوسط كثافة قدره 94.6 لكل كيلومتر مربع (245.0/ميل2).
وتوزع التركيب العرقي للبلدة بنسبة 34.55% من البيض و63.09% من الأمريكيين الأفارقة و0.14% من الأمريكيين الأصليين و0.83% من الأمريكيين ذوي الأصول الآسيوية و0.09% من الأعراق الأخرى و1.30% من عرقين مختلطين أو أكثر و0.37% من الهسبانيون أو اللاتينيون من أي عرق.
بلغ عدد الأسر 800 أسرة كانت نسبة 40.4% منها لديها أطفال تحت سن الثامنة عشر تعيش معهم، وبلغت نسبة الأزواج القاطنين مع بعضهم البعض 38.9% من أصل المجموع الكلي للأسر، ونسبة 24.9% من الأسر كان لديها معيلات من الإناث دون وجود شريك،  بينما كانت نسبة 4.8% من الأسر لديها معيلون من الذكور دون وجود شريكة وكانت نسبة 31.5% من غير العائلات. تألفت نسبة 28.8% من أصل جميع الأسر من عدة أفراد يعيشون في نفس المنزل ونسبة 12.1% كانت تتألف من شخص يعيش بمفرده يبلغ من العمر 65 عاماً أو أكثر. وبلغ متوسط حجم الأسرة المعيشية 2.62، أما متوسط حجم العائلات فبلغ 3.21.
بلغ العمر الوسطي للسكان 35.4 عاماً. وكانت نسبة 29.1% من القاطنين تحت سن الثامنة عشر، وكانت نسبة 9.1% بين الثامنة عشر والرابعة والعشرين عاماً، ونسبة 23.9% كانت واقعةً في الفئة العمرية ما بين الخامسة والعشرين والرابعة والأربعين عاماً، ونسبة 24.2% كانت ما بين الخامسة والأربعين والرابعة والستين، ونسبة 13.6% كانت ضمن فئة الخامسة والستين عاماً فما فوق. وتوزع التركيب الجنسي للسكان بنسبة 47.7% ذكور و52.3% إناث.